# Otočki demokratski forum
Otočki demokratski forum je politička stranka koja je 1990. godine djelovala u Hrvatskoj, odnosno na Kvarnerskim otocima.
Osnovana je prije prvih višestranačkih izbora. S obzirom na to da se do samih izbora na otocima nisu uspjele stvoriti organizacije HDZ-a ili stranaka Koalicije narodnog sporazuma, uspjela je prikupiti glasove antikomunistički raspoloženih birača. Tako je uspjela nekoliko svojih predstavnika poslati u Sabor, odnosno lokalne organe vlasti.
S vremenom se je ugasila, a njezini predstavnici su uglavnom prešli u redove desnih stranaka.